# Fémis

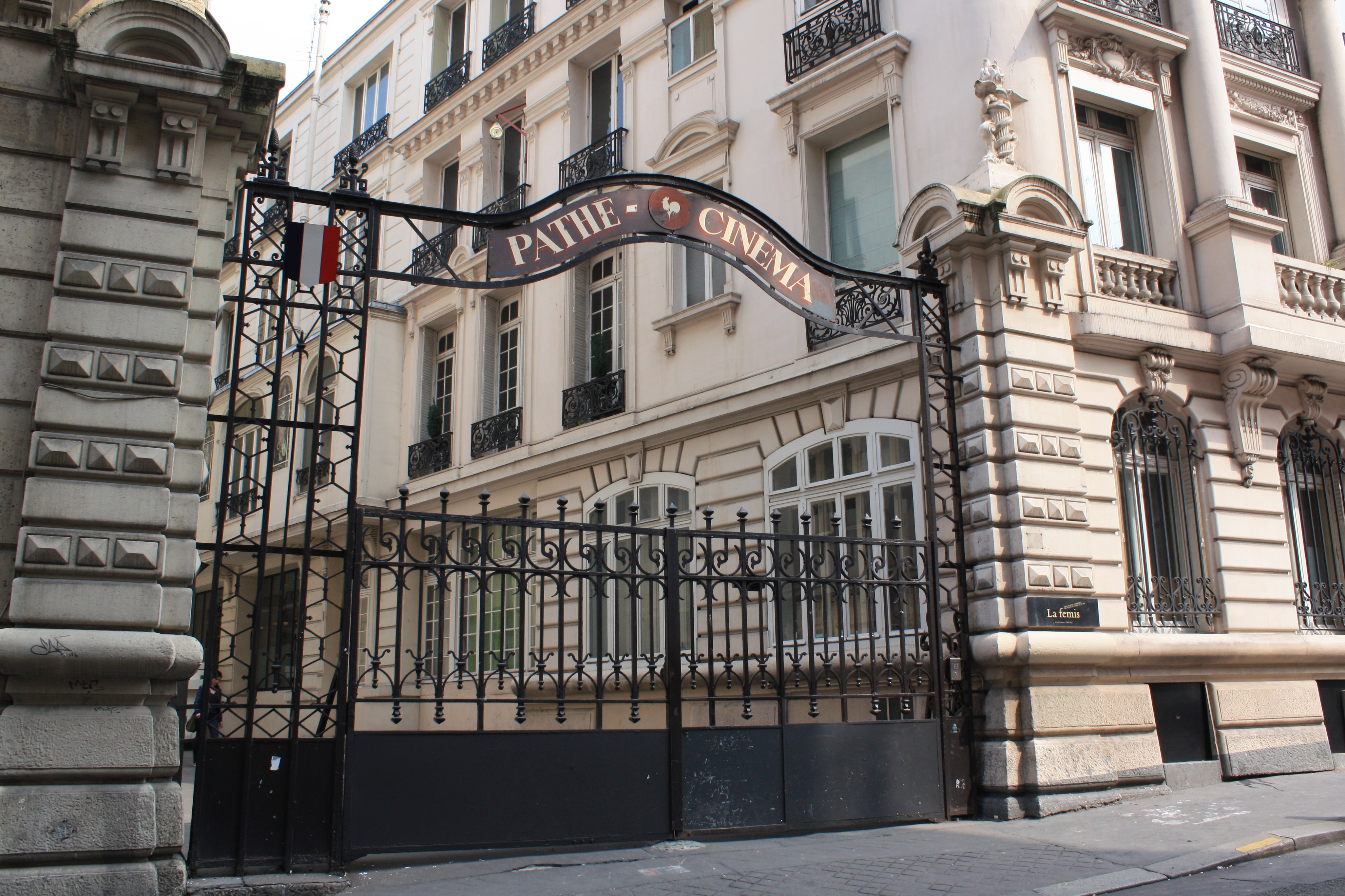
La Fémis

La Fémis （ラ・フェミス）、正式名称国立高等映像音響芸術学校（École nationale supérieure des métiers de l'image et du son）は、フランスの映像・音響専門のグランゼコール。所在地はパリ18区、フランクール通り6番地（6 Rue Francoeur）に所在する。
1943年、16区のパレ・ド・トーキョーで創立されたフランス高等映画学院（DHEC）を改組して1986年に設立された。1998年、「ENSMIS」と改称し、1999年2月15日、現在地に移転。2000年から「La Fémis」と改名した。
『ハリウッド・リポーター』の世界の映画学校ランキングでは、2012年は6位、2014年は3位に選ばれた。

## 主な出身者
- アラン・レネ
- フランソワ・オゾン
- アラン・カヴァリエ
- クリストフ・ガンズ
- パトリス・ルコント
- アルノー・デプレシャン
- ジャン=ジャック・アノー
- リティー・パニュ
- アンドレ・テシネ
- パスカル・フェラン
- テオ・アンゲロプロス
- フォルカー・シュレンドルフ
- コスタ・ガブラス
- ラドゥ・ミハイレアヌー - ルーマニア系映画監督
- アンジェイ・ズラウスキー
- イドリッサ・ウエドラオゴ
- コラリー・ファルジャ
- fr:Moufida Tlatli
- fr:Merzak Allouache
- 畑明広 - 日本人としては初めて、2010年に監督科を卒業した。